# Steve Wagner (Eishockeyspieler)
Steven Lee „Steve“ Wagner (* 6. März 1984 in Grand Rapids, Minnesota) ist ein ehemaliger US-amerikanischer Eishockeyspieler, der im Verlauf seiner aktiven Karriere zwischen 2002 und 2016 unter anderem 272 Spiele für die Adler Mannheim aus der Deutschen Eishockey Liga (DEL) auf der Position des Verteidigers bestritten hat. Zudem absolvierte Wagner, der mit den Adler Mannheim im Jahr 2015 die Deutsche Meisterschaft gewann, weitere 46 Partien für die St. Louis Blues in der National Hockey League (NHL).

## Karriere
Steve Wagner begann seine Karriere als Eishockeyspieler in der Juniorenliga United States Hockey League (USHL), in der er von 2002 bis 2004 für die Des Moines Buccaneers und Tri-City Storm aktiv war. Anschließend besuchte er drei Jahre lang die Minnesota State University, Mankato und spielte parallel für deren Eishockeymannschaft in der National Collegiate Athletic Association (NCAA). Im März 2007 erhielt der Verteidiger als Free Agent einen Vertrag bei den St. Louis Blues aus der National Hockey League (NHL), für deren Farmteam Peoria Rivermen er gegen Ende der Saison 2006/07 sein Debüt im professionellen Eishockey gab, als er in 14 Spielen ein Tor und zwei Vorlagen in der American Hockey League (AHL) erzielte. In den folgenden beiden Spielzeiten kam er etwa gleich oft für das Farmteam Peoria Rivermen in der AHL sowie für die St. Louis Blues in der NHL zum Einsatz. In 46 NHL-Spielen sammelte er dabei zwölf Scorerpunkte – davon vier Tore – für St. Louis.   
Nachdem Wagner die Saison 2009/10 ausschließlich bei den Peoria Rivermen in der AHL verbracht hatte, wurde er im Februar 2010 im Tausch gegen Nate Guenin zu den Pittsburgh Penguins transferiert, für deren AHL-Farmteam Wilkes-Barre/Scranton Penguins er in der Folge bis zum Sommer 2011 regelmäßig auf dem Eis stand. Zur Saison 2011/12 unterschrieb Wagner einen Einjahresvertrag bei den Adler Mannheim in der Deutschen Eishockey Liga (DEL). In der Saison 2014/15 erreichte er mit den Adlern den ersten Tabellenplatz nach der Hauptrunde und gewann in den anschließenden Playoffs die Deutsche Meisterschaft. Im Sommer 2016 beendete der 32-jährige US-Amerikaner seine aktive Karriere.

### International
Wagner gehörte beim Deutschland Cup 2011 zum Aufgebot der US-amerikanischen Nationalmannschaft. Bei den drei Turnierspielen blieb er punktlos.

## Erfolge und Auszeichnungen
- 2007 WCHA Third All-Star Team
- 2015 Deutscher Meister mit den Adler Mannheim

## Karrierestatistik
(Legende zur Spielerstatistik: Sp oder GP = absolvierte Spiele; T oder G = erzielte Tore; V oder A = erzielte Assists; Pkt oder Pts = erzielte Scorerpunkte; SM oder PIM = erhaltene Strafminuten; +/− = Plus/Minus-Bilanz; PP = erzielte Überzahltore; SH = erzielte Unterzahltore; GW = erzielte Siegtore; 1 Play-downs/Relegation; Kursiv: Statistik nicht vollständig)